# مقاطعة سانت كلير (إلينوي)
مقاطعة سانت كلير (بالإنجليزية: St. Clair County)‏ هي إحدى المقاطعات في ولاية إلينوي في الولايات المتحدة الأمريكية.